# Nam Dương
Nam Dương là một xã thuộc tỉnh Bắc Ninh, Việt Nam.

## Địa lý
Xã Nam Dương có vị trí địa lý:
- Phía đông giáp xã Đèo Gia
- Phía tây giáp xã Trường Sơn
- Phía nam giáp xã Lục Sơn
- Phía bắc giáp các phường Chũ và Phượng Sơn.

Xã Nam Dương có diện tích 85,57 km², dân số 18.987 người, mật độ dân số đạt 221 người/km².

## Lịch sử
Đầu năm 1955, chia xã Trù Hựu thành 5 xã: Mỹ An, Nghĩa Hồ, Phượng Sơn, Trù Hựu A, Trù Hựu B.
Ngày 21 tháng 1 năm 1957, Thủ tướng Chính phủ ban hành Nghị định số 24-TTg về việc chia 2 huyện: Sơn Động, Lục Ngạn thành 3 huyện: Sơn Động, Lục Ngạn và Lục Nam. Khi đó, xã Trù Hựu B thuộc huyện Lục Ngạn.
Ngày 14 tháng 6 năm 1958, Bộ Nội vụ ban hành Nghị định số 202-NV về việc đổi tên xã Trù Hựu B thành xã Nam Dương.
Ngày 27 tháng 10 năm 1962, Quốc hội ban hành Nghị quyết về việc thành lập tỉnh Hà Bắc trên cơ sở tỉnh Bắc Giang và tỉnh Bắc Ninh. Khi đó, xã Nam Dương thuộc huyện Lục Ngạn, tỉnh Hà Bắc.
Ngày 6 tháng 11 năm 1996, Quốc hội ban hành Nghị quyết về việc chia tỉnh Hà Bắc thành tỉnh Bắc Giang và tỉnh Bắc Ninh. Khi đó, xã Trù Hựu thuộc huyện Lục Ngạn, tỉnh Bắc Giang.
Ngày 5 tháng 6 năm 2013, Bộ Xây dựng ban hành Quyết định số 567/QĐ-BXD về việc công nhận thị trấn Chũ mở rộng (bao gồm thị trấn Chũ, xã Nghĩa Hồ và một phần các xã: Quý Sơn, Thanh Hải, Trù Hựu, Nam Dương) là đô thị loại IV.
Ngày 28 tháng 9 năm 2024, Ủy ban Thường vụ Quốc hội ban hành Nghị quyết số 1191/NQ-UBTVQH15 về việc sắp xếp đơn vị hành chính cấp huyện, xã giai đoạn 2023 – 2025 của tỉnh Bắc Giang (nghị quyết có hiệu lực từ ngày 1 tháng 1 năm 2025). Theo đó, chuyển xã Nam Dương thuộc huyện Lục Ngạn về thị xã Chũ mới thành lập quản lý.
Ngày 16 tháng 6 năm 2025, Ủy ban Thường vụ Quốc hội ban hành Nghị quyết số 1658/NQ-UBTVQH15 của UBTVQH về việc sắp xếp các đơn vị hành chính cấp xã của tỉnh Bắc Ninh năm 2025. Theo đó, sắp xếp toàn bộ diện tích tự nhiên, quy mô dân số của xã Tân Mộc và xã Nam Dương thành xã mới có tên gọi là xã Nam Dương.